# 고양국제야외조각축제
고양국제야외조각축제는 경기도 고양시에서 개최하는 축전이다.